# 顺德人民礼堂
人民礼堂，位于中国广东省佛山市顺德区大良街道，建于1958年。1998年12月1日，列入顺德市文物保护单位；2006年，列入佛山市文物保护单位。